# Robert Weyn
Robert Bob Weyn est un footballeur belge né le 21 mars 1940 à Beveren (Belgique).
Il a évolué comme défenseur au R Beerschot AC. Avec ce club, il joue et perd une finale de Coupe de Belgique en 1968 contre le FC Bruges (1-1, tab: 7-6).
Il a été appelé régulièrement dans le groupe des Diables Rouges: Il a eu onze convocations pour une seule participation, le 10 novembre 1965 pour un match amical, Israël-Belgique (0-5).
Il termine sa carrière de footballeur au Sint-Niklaasse SK en 1972.

## Palmarès
- International le 10 novembre 1965: Israël-Belgique, 0-5 (match amical)
- Finaliste de la Coupe de Belgique en 1968 avec le R Beerschot AC